# Scheibenberg
Scheibenberg è una città di 2.318 abitanti del libero stato della Sassonia, Germania, nel circondario dei Monti Metalliferi.